# Minojska doba
Minojska doba (tudi minojska kultura, minojska civilizacija) je obdobje predhelenistične bronastodobne civilizacije na Kreti v Egejskem morju. Trajala je od 2600 do 1450 pred našim štejem, ko je prevlado nad otokom prevzela mikenska civilizacija. Glede na materialne ostaline lahko minojsko civilizacijo označimo kot vojaško družbo,  osredotočeno na čaščenje boginje.
Pojem minojske kulture je opredelil britanski arheolog sir Arthur Evans po mitološkem kralju Minosu v povezavi z labirintom, ki ga je odkril med izkopavanji v Knososu. Kako so Minojci imenovali sebe, ni znano, morda ime nakazujejo napisi Keftiu, Kaphthor, Kapatra, najdeni v Egiptu, Babiloniji in Siriji.

## Kronologija in zgodovina
Pogosteje kot koledarski datumi se za minojsko kulturo uporabljata dva sistema relativne kronologije. Prvo je postavil Evans (pozneje so jo dopolnili) in temelji na tipologiji keramike. V osnovi je razdeljena na tri obdobja, zgodnjeminojsko (ZM), srednjeminojsko (SM) in poznominojsko (PM) civilizacijo. Te dobe se naprej delijo v podobdobja I, II, III (ZM I, ZM II, ZM III). Drugo kronologijo je postavil grški arheolog Nicolas Platon in temelji na razvoju arhitekture palač v Knososu, Fajstosu, Maliji in Kato Zakrosu. Minojsko dobo je razdelil na predpalačno, protopalačno, neopalačno (novopalačno) in popalačno obdobje. Kronologiji sta primerjani v preglednici, s koledarskimi datumi sta jo dopolnila Warren in Hankey (1989).
Vsi koledarski datumi so približni ter o njih še vedno razpravljajo.

### Zgodovinski pregled
Najstarejši materialni ostanki na Kreti so datirani v keramični neolitik, v obdobje okoli 7000 pr. n. št.
Začetek bronaste dobe je postavljen nekje v obdobje 2600 pr. n. št. To je bilo obdobje nemirov, kljub temu je bila Kreta v tem obdobju pomembno središče civilizacije.
Ob koncu obdobja SM II (1700 pr. n. št) je prva kretska kultura katastrofalno propadla. Vzrok za propad se ne da zanesljivo ugotoviti, lahko so bili potres, izbruh vulkana, cunami, državljanska vojna ali vdor tujega ljudstva iz Anatolije. Palače v Knososu, Fajstosu, Maliji in Kato Zakrosu so propadle. Po tem padcu si je Kreta hitro opomogla. Palače so bile obnovljene še v večjem obsegu, začelo se je novopalačno obdobje. Po vsem otoku so zgradili nove naselbine. To obdobje (17. in 16. stoletje, SM III /novopalačno obdobje) pomeni vrh minojske civilizacije. V obdobju PM I A je izbruhnil ognjenik na otoku Tera.
Na grški celini se v obdobju PM I B začne PK II B, kar nakazuje neodvisnost od minojske civilizacije. Na koncu obdobja PM I B je minojska kultura ponovno uničena. Vsa naselja so uničena, obnovijo Knosos, preostala naselja pa se pojavijo v obdobju PM III A (npr. Hanija).
V Egiptu (ko vladata Hačepsut in Tutmozis III.) so odkrili materialne ostanke iz obdobja PM I B. Ni znano, ali se je katastrofa iz časa PM I B/PM II zgodila po tem ali pa je bilo tako krizno obdobje, da so Egipčani uvažali PK II B.
Kmalu po katastrofi PM I B/PM II, okoli leta 1420 pr. n. št, so otok osvojili Mikenci. Prevzeli so linearno pisavo A in jo priredili v linearno pisavo B. 
V obdobju PM III A je Amenhotep III. v Kom el-Hatanu omenjal k-f-t-w (Kaftor) kot eno "skrivnih dežel v severni Aziji". V tem spisu omenja tudi kretska mesta i-'m-n-y-s3/i-m-ni-s3 (Amnisos), b3-y-s3-?-y (Phaistos), k3-t-w-n3-y (Kydonia) in k3-in-yw-s (Knosos) in nekaj toponimov, prepoznanih kot Kikladi v Grčiji. Če so te domneve pravilne, potem faraon ni PM III, Knosos, postavljal pred preostala mesta v tej regiji. 
Po stoletju delne obnove je v 13. stoletju pr. n. št. večina kretskih mest in palač izginila.
Knosos je ostal upravno središče do 1200 pr. n. št. Zadnje znano minojsko mesto je obrambno mesto Karfi.

## Geografski oris
Kreta je gorat otok z veliko naravnimi pristanišči. Na nahajališčih so vidni vplivi močnega potresa. 
Homer poroča o tradiciji 90 kretskih mest. Palača v Knososu je najpomembnejše najdišče. Arheologi so odkrili še palači Fajstos in Malija. Otok je bil najverjetneje razdeljen na štiri politične enote, severu je vladal Knosos, jugu Fajstos, osrednjevzhodnemu delu Malija in vzhodnemu Kato Zakros. Na otoku so odkrili še več manjših palač.
Nekatera pomembnejša arheološka najdišča na otoku:
- Palače
  - Knosos
  - Fajstos
  - Malija
  - Kato Zakros
  - Galatas
- Agia Triada
- Gurnija
- Pirgos
- Vasiliki
- Furnu Korfi
- Psira
- gora Juktas
- Arkalohori
- Karfi

## Kultura in družba
Minojci so se v prvi vrsti ukvarjali s čezmorsko trgovino. Od okoli leta 1700 pr. n. št kaže minojska kultura veliko stopnjo organizacije.
Mnogi arheologi in zgodovinarji so prepričani, da so se Minojci ukvarjali s trgovino kositra v bronasti dobi: kositer so zlili z bakrom (najverjetneje s Cipra) in nastal je bron. Propad minojske civilizacije in zamenjava bronastega orodja z železnim sta najverjetneje povezana.
Trgovina minojske civilizacije je deloma temeljila na žafranu, kar naj bi dokazovala freska nabiralcev žafrana na otoku Santorini. Za merjenje so uporabljali tudi kadilo, pozneje tudi poper. Arheologi poudarjajo pomembnost trgovanja za obstojnejše stvari: keramika, baker, kositer, zlato in srebro.
Materialni ostanki mikenske kulture pričajo o trgovini s celinsko Grčijo in drugimi območji (Mikene, Ciper, Sirija, Anatolija, Egipt, tudi zahodna Španija).
Moški so bili oblečeni v predpasnike, zavezane okoli bokov, in kilte. Ženske so nosile halje, odprte pri popku, s kratkimi rokavi in večplastno nabrano krilo. Ženska noša je poznala tudi steznike brez naramnic. Vzorci na oblekah so poudarjali simetrične geometrijske oblike.
Kipi boginj in freske moških prikazujejo udeleženost obeh spolov v športih (navadno preskakovanje bika), kar je za mnoge arheologe dokaz za  enakost med spoloma, najverjetneje so imeli matriarhat.

### Jezik in pisava
Kot pisavo so uporabljali linearno pisavo A, ki še danes ni razvozlana.

### Umetnost
Na umetnost je zelo vplivala egipčanska umetnost. Zelo so znani po vaznem slikarstvu, ki je vsebovalo motive morskih živali in rastlin. Niso še poznali monumentalnega kiparstva, le majhne kipce, na primer kipec Kačja boginja. Zelo značilna pa je tudi slika, ki prikazuje preskok čez bika, na kateri so ženske figure upodobljene svetleje kot moške.
V Knososu so odkrili zelo dobro ohranjene freske, ki opisujejo zgodbe iz tedanjega življenja. V kraljičinih sobanah so upodobljeni delfini v neverjetno živahnih barvah. Prav tako lahko najdemo mitološka bitja, povezana z značilnimi npr. rastlinskimi vzorci iz minojskega obdobja. Slikovita podoba plesalke nam pove, kakšna je bila takrat modna pričeska, slog upodobitve je dvodimenzionalen in prikazuje osebo s strani, kot so upodabljali ljudi in božanstva že Egipčani. Minojci so se po Egipčanih zgledovali tudi pri reliefu, ki je vedno plitek, in krasi pomembnejše zgradbe, stopnišča ali pročelja.

## Arhitektura
Minojska mesta so bila povezana s tlakovanimi cestami, zgrajenimi iz kamnitih blokov, ki so jih rezali z bronastimi žagami. Ulice so imele odtočne kanale, kanalizacija in tekoča voda sta bili dostopna višjemu sloju (uporabljali so keramične cevi).
Minojske stavbe so imele ravno streho. Tla so bila lesena, mavčnata ali tlakovana. Imele so 2–3 nadstropja. Spodnje stene so bile grajene iz kamenja, za zgornja nadstropja so navadno uporabili opeko iz blata. Ostrešje je bilo iz lesenih tramov.

### Palače
Prva znana palača je bila zgrajena ob koncu zgodnjeminojske dobe, v tretjem tisočletju pr. n. št. (Malija). Nekdaj je veljala trditev, da so bile prve palače zgrajene v istem obdobju (srednjeminojska doba, 2000 pr. n. št.), vendar so bile grajene postopoma v daljšem časovnem obdobju glede na lokalni razvoj. Pomembnejše starejše palače so Knosos, Malija in Fajstos.
Palače so se uporabljale kot stavbe vladanja, upravne oblasti, zakladnice, delavnice in shrambe (za žito).
Pojem palače v povezavi s starimi palačami, pojmovanimi kot dinastične rezidence oziroma centri moči, je v zadnjem času deležen več kritik, predlagan je izraz dvorišče stavbe. Kakor koli, starejši pojem je dodobra zasidran in ga bo težko spremeniti.
Starejše palače so povečini rekonstruirali na podlagi bolj znanih mlajših palač, kar je lahko problematično. Večina starejših palač je imela le eno nadstropje in je bila brez fasade. Bile so manjše kot mlajše palače, imele so veliko osrednje dvorišče. Tloris je imel obliko črke U.
Pozne palače so bile večnadstropne stavbe. Na zahodnih straneh so bile grajene iz kamnitih blokov iz peščenjaka. Najznačilnejša je v Knososu.
Palače v Knososu pričajo o visoki ravni tamkajšnje civilizacije. Poznali in uporabljali so vodovod in kanalizacijo, razvili so prezračevalni in hladilni sistem v sobanah. Nekatere ceste, povezava med palačami, so tlakovane, lahko bi jih imenovali prve evropske ceste. Ostanki kipov v obliki rogovja bika govorijo o religiji, povezani z živaljo. Sobane so povezane v tako zapletenem redu, da jih zlahka povežemo z grško mitologijo in pomenom labirinta v njej. Tudi pomen bika, Minotaver, je tesno povezan z zgodbo iz mitologije.

### Stebri
V minojski arhitekturi so zelo pomembni stebri. Minojski steber je "obrnjeni" steber. Večina grških stebrov ima spodaj največji premer, s tem ustvarjajo iluzijo večje višine; minojski steber pa ima največji premer zgoraj. Stebri so bili narejeni iz lesa (v nasprotju z grškimi, ki so kamniti), navadno so bili pobarvani rdeče. Postavljeni so bili na preprost kamnit podstavek, na vrhu so imeli okrogli blazini podoben kos.

## Kmetijstvo
Minojci so vzgajali govedo, ovce, prašiče, sejali so pšenico, ječmen, grašico, čičeriko. Pridelovali so grozdje, fige, olive in gojili mak, iz katerega so verjetno pridelovali opij. Udomačili so čebele. Iz Bližnjega vzhoda so prevzeli granatna jabolka in kutino, niso pa gojili limon in pomaranč, kot so nekdaj mislili. Razvili so sredozemsko polikulturno rastje, način saditve več vrst žita skupaj. Imeli so pestro in bolj zdravo prehrano, kar je vplivalo na rast prebivalstva.
Kmetje so uporabljali lesen plug, okrepljen z usnjem. Plug je vlekel par oslov ali volov.